# فرانك بيتر تسيمرمان
فرانك بيتر تسيمرمان (بالألمانية: Frank Peter Zimmermann)‏ (و. 1965  م) هو عازف كمان ألماني، ولد في دويسبورغ، يستخدم آلات كمان.

## التعليم
تعلم في كونسرفاتوار أمستردام.

## جوائز
حصل على جوائز منها:
- صليب وسام الاستحقاق من جمهورية ألمانيا الاتحادية (2008)
- جائزة مدينة دويسبورغ للموسيقى [الإنجليزية]‏ (2002)
- نيشان استحقاق صليب الضباط لجمهورية ألمانيا الاتحادية
- نيشان استحقاق صليب الضباط لجمهورية ألمانيا الاتحادية.

## وصلات خارجية
- فرانك بيتر زيمرمان على موقع IMDb (الإنجليزية)
- فرانك بيتر زيمرمان على موقع مونزينجر (الألمانية)
- فرانك بيتر زيمرمان على موقع ميوزك برينز (الإنجليزية)
- فرانك بيتر زيمرمان على موقع أول ميوزيك (الإنجليزية)
- فرانك بيتر زيمرمان على موقع ديسكوغز (الإنجليزية)
- فرانك بيتر تسيمرمان في قاعدة بيانات الأفلام على الإنترنت